# Max (Dakota Północna)
Max – miasto w Stanach Zjednoczonych, w stanie Dakota Północna, w hrabstwie McLean.